# Jean Duplessis-Bertaux

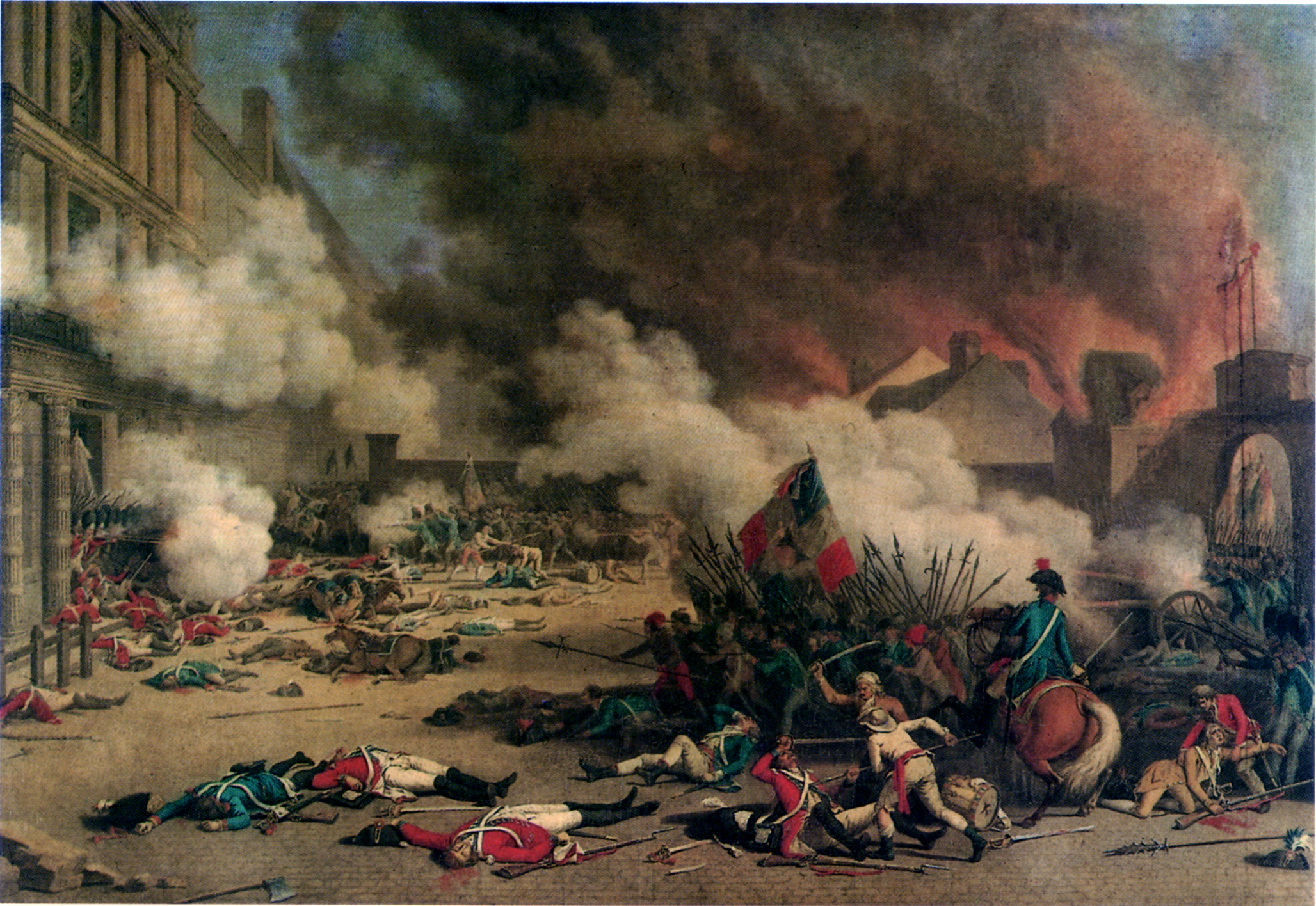
Jean Duplessi-Bertaux, Conquista del palazzo delle Tuileries il 10 agosto 1792, durante la Rivoluzione francese, Reggia di Versailles

Jean Duplessis-Bertaux (1747 – 29 settembre 1818) è stato un incisore e disegnatore francese.

## Biografia
Si è formato, come incisore, nell'atelier di Jacques-Philippe Le Bas, dopo aver studiato disegno con il pittore Joseph-Marie Vien, maestro di Jacques-Louis David. Si impadronisce quindi di una tecnica accademica, ricca di chiaroscuri e che dà risalto anche alle piccole figure, che sono tipiche dell'incisione settecentesca. La sua produzione, molto vasta, è impiegata sovente in imprese editoriali di ampio respiro - cui partecipavano numerosi artisti, fra disegnatori e incisori, tra cui Pierre-Gabriel Berthault - con le tavole a tutta pagina e con le vignette.
Tra queste edizioni, Voyage pittoresque à Naples et en Sicile di Jean-Claude Richard de Saint-Non, Précis historique de la révolution francaise con quattro incisioni, la Galerie di Palais-Royal con incisioni tratte da Jacques Couché, Tableaux, statues, bas-reliefs et camées de la Galerie de Florence et du palais Pitti (1789-1807) con incisioni tratte da disegni di Jean-Baptiste Wicar, Voyages en France, et autres pays, par Racine, La Fontaine, Regnard, Chapelle et Bachaumont, Hamilton, Voltaire, Piron, Gresset, Fléchier, Marmontel con disegni e incsioni di vari autori.

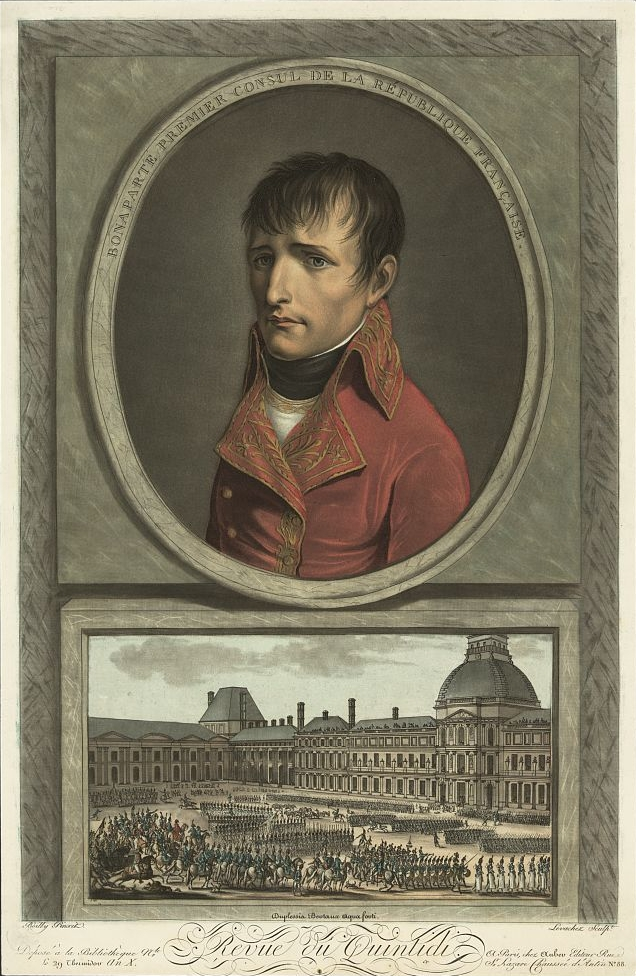
Jean Duplessis-Bertaux, Napoleone, incisione da Louis Léopold Boilly, Library of Congress (Washington)

A bulino ha realizzato illustrazioni per le Scènes de la Révolution - episodi cui aveva assistito di persona e cui a volte aveva preso parte - per Les Métiers de Paris, per le Cris de Paris e per i Tableaux historiques des Campagnes d'Italie che erano tratti da dipinti del pittore e litografo francese Carle Vernet. Queste imprese editoriali divennero popolari in Francia ed ebbero ristampe.
Ha inciso scene licenziose, a volte non firmate e che gli sono state in seguito attribuite.